# Fritz Semmelmann
Fritz Semmelmann (* 24. Juli 1928 in Bayreuth; † 17. Juni 2011 ebenda) war ein deutscher Fußballspieler, der als Aktiver der deutschen Fußballnationalmannschaft der Amateure an den Olympischen Sommerspielen 1956 in Melbourne teilnahm. Der Mittelfeldspieler bestritt im Jahr 1957 als bayerischer Amateurligaspieler zwei Spiele in der B-Fußballnationalmannschaft.

## Laufbahn

### SpVgg Bayreuth bis 1962
Mit der Spielvereinigung Bayreuth gelang dem herausragenden Außenläufer und Halbstürmer Fritz Semmelmann in der Saison 1953/54 der Aufstieg in die 1. Amateurliga Nordbayern. Mit der Verbandsauswahl Bayern hatte er schon im Jahr 1953 den Amateur-Länderpokal in Hannover mit 5:2 Toren gegen Niedersachsen gewonnen. In den Jahren 1954 und 1955 gehörte der gelernte Zimmermann noch zweimal zu den bayerischen Siegerteams des Amateurwettbewerbs. Im Jahr der Fußball-Weltmeisterschaft 1958 in Schweden errang Semmelmann mit der SpVgg Bayreuth die Vizemeisterschaft, bevor er mit 31 Jahren in der Saison 1958/59 mit seinem Verein als Meister der 1. Amateurliga Bayern und dem Bestehen der Aufstiegsrunde in die 2. Liga Süd – vor den Stadtrivalen FC und VfB – aufrückte. Als er mit der Spielvereinigung im Debütjahr in der 2. Liga Süd den fünften Platz belegen konnte, wurde er im Fachblatt Sport-Magazin mehrmals in den Spielberichten herausgehoben: Am 3. Januar 1960 erzielte er am 18. Spieltag beim 7:3-Heimerfolg gegen Amicitia Viernheim in der linken Verbindung fünf Tore. Als Bayreuth am 24. April 1960 sich mit 6:2 bei Hanau 93 durchgesetzt hatte, wurde der dreifache Torschütze Semmelmann als der überragende Mann notiert. Die Runde beendete er mit Bayreuth am 22. Mai 1960 mit einem 4:2-Auswärtserfolg bei Hessen Kassel, zu dem der „Stratege“ zwei Tore beigesteuert hatte.
In der Runde 1961/62 stieg die Spielvereinigung mit Semmelmann aus der 2. Liga Süd ab und er beendete nach einem Beinbruch seine überaus erfolgreiche Spielerlaufbahn im Amateurlager. Die Bayreuther Fußballlegende soll 673 Spiele in der 1. Mannschaft der Spielvereinigung bestritten haben und war nach Ende seiner Spielerkarriere noch als „Mädchen für alles“, unter anderem als Trainer, Betreuer und Mit-Platzwart, beim Verein tätig.

### Amateurnationalmannschaft, B-Nationalmannschaft, 1953–1958
Am 29. April 1953 debütierte der Landesligaspieler Fritz Semmelmann in der Amateurnationalmannschaft beim Spiel in Linz gegen Österreich. Es war das erste Spiel für die Amateure nach dem olympischen Turnier 1952 in Helsinki. Nach Toren von Zeitler, Schröder und Klug gewann das DFB-Team mit 3:1 Toren. An der Seite von Mittelläufer Herbert Schäfer und Spielführer Hans Eberle sorgte Semmelmann für die Stabilität in der Abwehr. Bundestrainer Sepp Herberger führte im Mai 1953 – während der Endrunde um die deutsche Fußballmeisterschaft – Sichtungs-Lehrgänge mit drei Testspielen gegen das englische Profiteam Bolton Wanderers durch und hatte dazu auch den Neuling der Amateurnationalmannschaft eingeladen. In allen drei Begegnungen in Regensburg, Berlin und Düsseldorf testete der Bundestrainer den Bayreuther auf der linken Läuferposition. Zusammen mit Gerhard Harpers und Herbert Schäfer bildete er zweimal die Läuferreihe. Zum Abschluss des Lehrgangs wurden Anfang Juni noch zwei weitere Spiele gegen deutsche Auswahlmannschaften durchgeführt. Am 4. Juni trat die DFB-Auswahl in Augsburg gegen Süddeutschland an und am 6. Juni in Berlin gegen eine dortige Stadtauswahl. Auch in diesen Testspielen bildeten Harpers, Schäfer und Semmelmann die Läuferreihe. Zum Abschluss des Spieljahres 1953 folgte der zweite Einsatz in der Amateurnationalmannschaft am 13. Juni beim 1:0-Erfolg gegen Frankreich in Wuppertal. Im September 1953 – Deutschland trug WM-Qualifikationsspiele am 19. August, 11. Oktober und 22. November gegen Norwegen und das Saarland aus – setzte Herberger den Amateur bei einem Test einer DFB-Auswahl gegen eine Schweizer Auswahl am 2. September in Konstanz in der zweiten Spielhälfte für Richard Gottinger ein. Im Jahre 1954 trug die Amateurnationalmannschaft nur ein Länderspiel am 30. Mai in Longwy gegen Frankreich aus. Semmelmann agierte auf seiner Stammposition linker Außenläufer. Im Juli 1955 war der Oberfranke Teilnehmer eines Nationalmannschaftslehrgangs in der Sportschule Grünberg. Er bestritt alle drei Länderspiele der Amateure im Jahre 1956, darunter auch das einzige Spiel während des olympischen Turnieres in Melbourne, das am 24. November 1956 gegen den späteren Olympiasieger Sowjetunion mit 1:2 verloren wurde. Am 6. März 1957 stand der Amateurspieler aus der 1. Amateurliga Nordbayern in der B-Nationalmannschaft beim 4:0-Sieg in München gegen Österreich. Zusammen mit Karl Borutta und Rudi Hoffmann gehörte er zur Läuferreihe. Helmut Rahn steuerte zwei Treffer zum Sieg bei. Am 27. März kam Semmelmann zu seinem zweiten B-Länderspieleinsatz. Die Spieler kamen alle aus den Oberligen – Tilkowski (Herne), Mechnig (Worms), Keck (1. FC Saarbrücken), Borutta (Schalke), Hesse (KSC), Klodt (Schalke), Jagielski (Schalke), Glomb (Nürnberg), Heinrich Müller (Nürnberg) und Siedl (KSC) –, nur Semmelmann spielte in der 1. Amateurliga. Herberger nominierte den Amateur nach den überzeugend verlaufenen Einsätzen in der B-Nationalmannschaft in das vorläufige Aufgebot zum Länderspiel der A-Nationalmannschaft am 3. April 1957 in Amsterdam gegen Holland. Es folgten die Einsätze sieben und acht in der Amateurnationalmannschaft am 15. und 19. Mai 1957 und die erneute Aufnahme in das vorläufige Aufgebot der A-Elf für das Länderspiel am 22. Mai in Stuttgart gegen Schottland. Die Saison 1956/57 endete für Semmelmann mit Einsätzen am 20. und 29. Juni 1957 in weiteren Auswahlmannschaften des DFB. Am 20. Juni spielte er in einer B-Auswahl gegen eine A-Auswahl und am 29. Juni in Karlsruhe in der süddeutschen Auswahl gegen Norddeutschland. Er bildete mit Karl Mai und Werner Hesse in Karlsruhe die Läuferreihe des Südens, die mit einer Oberliga-Auswahl angetreten war, die Ausnahme bildete der Ausnahmefußballer aus Bayreuth. Damit endeten die Berufungen des Amateurs in den Kader der A-Nationalmannschaft. Er wollte ausdrücklich nicht in die Oberliga wechseln und mit Horst Szymaniak hatte der Bundestrainer einen neuen Leistungsträger auf der Position des linken Läufers gefunden. Mit seinem elften Einsatz in der Amateurnationalmannschaft am 7. Mai 1958 in Gelsenkirchen beim 5:1-Erfolg gegen Curacao beendete Fritz Semmelmann seine internationale Karriere.
Im Amateur-Länderpokal bestritt er für die bayerische Auswahl 18 Wettbewerbsspiele und erzielte zwei Tore. Er nahm damit hinter Hans Zeitler (23-19) und Rudolf Meßmann (19-2) den 3. Rang in der Einsatzliste ein.